# Oblężenie Jazdowa
Oblężenie Jazdowa miało miejsce podczas najazdu litewsko-ruskiego w roku 1262 na Mazowsze. 
Późną wiosną tego roku spadł na Mazowsze najazd Litwinów prowadzonych przez wielkiego księcia litewskiego Mendoga, posiłkowanych przez księcia ruskiego Szwarna. Zaskoczenie Mazowszan było zupełne. Bez większego oporu najeźdźcy zdobyli i spalili stolicę księstwa - Płock, przekroczyli Wisłę i oblegli gród w Jazdowie (dzisiejszy Ujazdów w Warszawie). W miejscowości tej przebywał książę mazowiecki Siemowit I wraz z najstarszym synem Konradem II. Obrońcom być może udałoby się wytrzymać oblężenie, lecz wskutek zdrady dworzanina Goszcza, 23 czerwca wojska litewskie wtargnęły do Jazdowa. 
W bitewnym zamieszaniu zginął sam książę Siemowit, zaś Konrad trafił na dwa lata do litewskiej niewoli. Według innej wersji książę mazowiecki nie zginął bezpośrednio w bitwie, lecz został zamordowany po wzięciu do niewoli. Siemowit miał zginać z rąk własnego szwagra Szwarna lub ruskiego banity Ostafija Konstantynowicza. 
Po oblężeniu przybyły spóźnione siły mazowieckie, które wszczęły pościg za wycofującymi się sojusznikami. Doprowadziło to do bitwy pod Długosiodłem, w której rycerstwo mazowieckie zostało rozbite przez siły litewsko-ruskie.  